# اریوانیمامو، امبوهیماسینا
اریوانیمامو، امبوهیماسینا (به لاتین: Ambohimasina, Arivonimamo) یک سکونتگاه مسکونی در ماداگاسکار است که در ایتاسی واقع شده‌است.

## خصوصیات
اریوانیمامو ۵٬۰۰۰ نفر جمعیت دارد و ۱٬۲۶۳ متر بالاتر از سطح دریا واقع شده‌است.